# Karczmarka (Radzanów)
Karczmarka – część wsi Radzanów w Polsce, położona w województwie świętokrzyskim, w powiecie buskim, w gminie Busko-Zdrój.
W latach 1975–1998 Karczmarka administracyjnie należała do województwa kieleckiego.